# Araeomolis propinqua
Araeomolis propinqua är en fjärilsart som beskrevs av De Toulgoët 1998. Araeomolis propinqua ingår i släktet Araeomolis och familjen björnspinnare. Inga underarter finns listade i Catalogue of Life.